# Vergunnes
Els vergunnes (llatí: Vergunni) foren un poble gal alpí esmentat per Plini el vell entre els noms de les tribus que constaven al Trofeu dels Alps, que commemorava la victòria d'August sobre les tribus que vivien a la regió dels Alps. Probablement el seu nom s'ha conservat en la vila de Vergons o Vergon entre Seneç (antiga Sanitium) i Glandèves.